# دیگو تورس (بازیکن فوتبال، زاده ۱۹۸۲)
دیگو تورس (انگلیسی: Diego Torres؛ زادهٔ ۳ ژوئیهٔ ۱۹۸۲) بازیکن فوتبال اهل آرژانتین است.
از باشگاه‌هایی که در آن بازی کرده‌است می‌توان به باشگاه فوتبال نیولز اولد بویز و باشگاه فوتبال آرسنال ساراندی اشاره کرد.